# Golders Green (stanice metra v Londýně)
Golders Green je stanice metra v Londýně, otevřená 22. června 1907. Tato stanice byla poslední, která měla semafory. Roku 1950 byly odstraněny. Výtah byl postaven roku 2008. Stanice se nachází v přepravní zóně 3 a leží na lince:
- Northern Line (mezi stanicemi Brent Cross a Hampstead)

| Rok  | Počet cestujících |
| ---- | ----------------- |
| 2011 | 7,81 mil.         |
| 2012 | 7,64 mil.         |
| 2013 | 7,40 mil.         |
| 2014 | 8,25 mil.         |